# Pteromalus sonchi
Pteromalus sonchi är en stekelart som beskrevs av Janzon 1983. Pteromalus sonchi ingår i släktet Pteromalus och familjen puppglanssteklar.
Artens utbredningsområde är:
- Tyskland.
- Sverige.

Arten är reproducerande i Sverige. Inga underarter finns listade i Catalogue of Life.